# 나의 엔젤
《나의 엔젤》(Mon Ange, Angel)은 벨기에에서 제작된 해리 클레븐 감독의 2017년 멜로/로맨스 영화이다. 플뢰르 제프리어 등이 주연으로 출연하였고 다니엘 마르쿠엣 등이 제작에 참여하였다.

## 출연

### 주연
- 플뢰르 제프리어
- 엘리나 로웬슨
- 마야 도리
- 프랑소와 빈센텔리
- 한나 부드로

## 기타
- 라인프로듀서: 마크 달맨스
- 협력프로듀서: 필립 로기
- 배역: 마이클 비어
- 배역: 패트릭 헬라